# Los Huizaches
Los Huizaches är en ort i Mexiko.   Den ligger i kommunen Del Nayar och delstaten Nayarit, i den centrala delen av landet, 700 km nordväst om huvudstaden Mexico City. Los Huizaches ligger 2 147 meter över havet och antalet invånare är 146.
Terrängen runt Los Huizaches är kuperad åt nordväst, men åt sydost är den bergig. Runt Los Huizaches är det mycket glesbefolkat, med 5 invånare per kvadratkilometer. Närmaste större samhälle är Linda Vista, 8,5 km väster om Los Huizaches. I omgivningarna runt Los Huizaches växer huvudsakligen savannskog.